# Epsilon (tên lửa)
Epsilon là một loại tên lửa nhiên liệu rắn của Nhật Bản. Tên lửa loại mới Epsilon được sản xuất thay thế cho tên lửa M5 đã ngưng sử dụng vào năm 2006. Tên lửa Epsilon dài 24m và nặng 91 tấn đã được phóng lên không gian. Khoảng 14h ngày 14 tháng 9 năm 2013, tên lửa loại mới Epsilon số 1 đã rời bệ phóng tại Trung tâm Vũ trụ Uchinoura ở tỉnh Kagoshima, Nhật Bản.
Epsilon đã đưa kính thiên văn SPRINT-A lên quỹ đạo cách mặt đất 1.000 km vào chiều 14 tháng 9 năm 2013.